# طوبوزون
طوبوزون كان موقعًا إلكترونيًا مُشغلاً من قبل ديماند ميديا منذ 1999 حتى 2008، توفرت فيه الخرائط الطبوغرافية على الإنترنت مجانًا.
تأسس الموقع في نوفمبر 1999 على يد إد ماك نيرني مالك شركة مابس ألا كارت والتي تعمل خارج تشيلمسفورد الشمالية، ماساشوستس. وقبل تأسيس الشركة، كان ماك نيرني، المتخرج من قسم الكيمياء العضوية بكلية دارتموث، الرئيس التنفيذي للتكنولوجيا لشركة إيستمان للبرمجيات وهي فرع من شركة إيستمان كوداك.
في عام 2003، تشاركت الشركة مع موقع الخريطة الوطنية ناشونال ماب مما جعل لها مكتبة سعة 20 تيرابايت من الخرائط الطبوغرافية الرقمية والصور الجوي المتاحة للماسح الجيولوجي الأمريكي. وذكر البيان الصحفي للشراكة لعام 2003 بأنه تم تقديم 300 مليون خريطة من عام 1999 إلى 2003.
كان طوبوزون من أوائل مواقع رسم الخرائط الطوبوغرافية على شبكة الإنترنت الذي يوفر للزوار المشاهدة المجانية وطباعة المجموعة الكاملة من الخرائط الطوبوغرافية الماسح الجيولوجي الأمريكي التي تغطي كامل الولايات المتحدة. ويتم إنتاج الخرائط من قبل الماسح الجيولوجي الأمريكي والتي تشجع توزيع الخرائط من خلال الشركاء التجاريين. عرض طوبوزون الصور الجوية لخرائط الماسح الجيولوجي الأمريكي وخرائط الشارع من مكتب تعداد الولايات المتحدة. وأضيفت تغطية كاملة لكندا في عام 2007 وذلك باستخدام سلسلة الخرائط الطوبوغرافية التي تنتجها إدارة الموارد الطبيعية الكندية.
في عام 2007 باع ماك نيرني الشركة إلى ديماند ميديا وبقي كرئيس رسم الخرائط حتى تم الاستحواذ على الشركة من قبل موقع Trails.com.
في التاسع من أبريل عام 2008 أندمجت شركة طوبزون في شركة هيلكليمب ميديا التابعة لديماند ميديا وهي شركة تابعة لموقع Trails.com. روابط خرائط طوبوزون الفردية توجه الآن إلى Trails.com مع الخرائط محدودة إلى صغيرة الحجم وتمت إضافة علامة مائية عليها. ويجب سداد اشتراك سنوي قدره 50 دولارًا للوصول إلى الخرائط الأكبر بدون علامات مائية.

## وصلات خارجية
- TopoZone